# اچ‌دی ۳۸۵۲۹
اچ‌دی ۳۸۵۲۹ یک ستاره است که در صورت فلکی شکارچی قرار دارد.